# Bernardino (nombre)
Bernardino es un nombre propio masculino de origen germano en su variante en español. Es diminutivo de Bernardo, que significa "oso valiente".

## Variantes
- Femenino: Bernardina.

### Variantes en otros idiomas
| Variantes en otras lenguas | Variantes en otras lenguas |
| -------------------------- | -------------------------- |
| Español                    | Bernardino                 |
| Alemán                     | Bernhardin                 |
| Catalán                    | Bernadí                    |
| Checo                      | Bernardin                  |
| Corso                      | Bernardinu                 |
| Danés                      | Bernardinus                |
| Euskera                    | Bernartin                  |
| Finlandés                  | Bernardinus                |
| Francés                    | Bernardin                  |
| Gallego                    | Bernaldino                 |
| Holandés                   | Bernardinus, Bernardijn    |
| Húngaro                    | Bernardin                  |
| Inglés                     | Bernardinus                |
| Islandés                   | Bernardín                  |
| Italiano                   | Bernardino                 |
| Latín                      | Bernardinus                |
| Lituano                    | Bernardinas                |
| Noruego                    | Bernardinus                |
| Polaco                     | Bernardyn                  |
| Portugués                  | Bernardino, Bernardim      |
| Rumano                     | Bernardin                  |
| Sardo                      | Bernardìnu                 |
| Sueco                      | Bernardinus                |

## Personajes célebres
- Bernardino Baldi
- Bernardino Caballero
- Bernardino Drovetti
- Bernardino de Mendoza
- Bernardino de Sahagún
- Bernardino de San Antonio
- Bernardino di Betto, llamado il Pinturicchio
- Bernardino Gatti, llamado il Sojaro
- Bernardino Luini
- Bernardino Machado
- Bernardino Ochino
- Bernardino Poccetti
- Bernardino Rivadavia
- Bernardino Telesio

## Santoral
- 20 de mayo: San Bernardino de Siena.